# Braian Romero
Braian Ezequiel Romero (San Isidro, 15 de junho de 1991) é um futebolista argentino que atua como centroavante. Atualmente joga pelo Vélez Sarsfield.

## Carreira

### Início
Romero não atuou em categorias de base e começou tardiamente a jogar 20 anos, iniciando sua carreira no pequeno Acassuso em 2011 e se viu obrigado a encarar uma rotina dupla por causa do nascimento de sua filha: além de jogar profissionalmente, também trabalhava na verduraria da família com seu pai.

### Acassuso

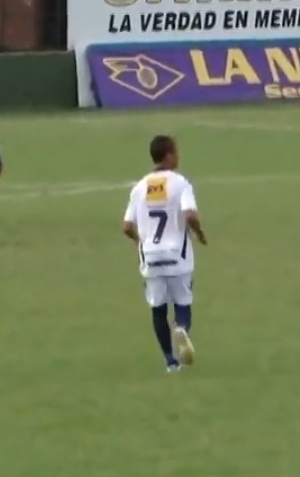
Romero quando atuava pelo Acassuso, em 2011.

Seu primeiro clube profissional foi Acassuso, que disputava a segunda divisão, fazendo 32 jogos marcando 4 gols, Incluindo em sua estreia contra o Colegiales. No total, atuou em 78 jogos pelo Acassuso, marcando 9 gols.

### Cólon
Em janeiro de 2015, contratado pelo Cólon, da primeira divisão argentina. Marcou seu primeiro gol pelo Cólon em sua quarta partida, no empate em 1–1 com o Rosario Central. Ao todo, marcou 5 gols em 20 jogos pelo Cólon.

### Argentinos Juniors
No dia 10 de janeiro de 2016, foi contratado pelo Argentinos Juniors. O Argentinos Juniors acabou caindo para a segunda divisão em sua primeira temporada pelo clube. Teve um papel importante no retorno do clube para a primeira divisão logo no ano seguinte, marcando 15 gols em 32 jogos na temporada 2017.

### Independiente
Em 30 de dezembro de 2017, foi anunciado pelo Independiente, que pagou 2,3 milhões de dólares por 80% de seus direitos econômicos. Sua estreia foi contra o Estudiantes dia 29 de janeiro. Já seu primeiro gol foi em março de 2019, contra o San Martín.

### Athletico Paranaense
Dia 15 de fevereiro de 2019, foi anunciado por empréstimo pelo Athletico Paranaense. Estreou em um amistoso contra o Guarani, no qual o Athletico venceu por 3–0. Sua primeira partida oficial foi na derrota para o Fortaleza, por 2–1. Fez seu primeiro gol foi na vitória por 4–0 sobre o CSA.
Ganhou 2 títulos pelo Athletico Paranaense: J.League YBC Levain Cup/CONMEBOL Sudamericana Final de 2019, marcando  um dos gols na vitória por 4–0 sobre o Shonan Bellmare, e a Copa do Brasil de 2019. Em sua passagem, marcou 3 gols em 24 partidas pelo Athletico.

### Defensa y Justicia

#### 2020
Em setembro de 2020, foi emprestado ao Defensa y Justicia. Marcou 5 gols em suas primeiras 7 partidas: 1 contra Delfín, Olimpia e Santos na fase de grupos da Libertadores e 2 na Sulamericana contra o Sporting Luqueño, na segunda fase.

#### 2021
Depois de um empate em 0–0 no jogo de ida, fez um hat-trick na vitória do Defensa y Justicia contra o Coquimbo Unido, no jogo de volta da semifinal da Copa Sulamericana por 4–2, indo para a final. Foi campeão da Sulamericana, após ganhar do Lanús, rival argentino, por 3–0, marcando um dos gols, onde também foi artilheiro da competição, com 10 gols e selecionado para time do torneio.
Após uma temporada muito boa pelo Defensa, O Independiente aceitou estender  o seu empréstimo até dezembro de 2021, por uma taxa de 100 mil dólares e opção de compra. Fez o único gol do Defensa na derrota por 2 a 1 para o Palmeiras, no jogo de ida da Recopa Sul-americana de 2021.

### River Plate
Na noite do dia 5 de julho, foi anunciado que Romero seria o novo reforço do River Plate para substituir o principal jogador da equipe, Rafael Borré, que havia se tranferido para o Eintracht Frankfurt, assumindo também a camisa 19 do colombiano. O valor da transferência foi divulgado em 3 milhões de dólares, com o River adquirindo 80% do passe do jogador que pertencia ao Independiente. Sua contratação só foi anunciada oficialmente pelo River no dia 7 de julho, sendo anunciado também que assinou contrato até dezembro de 2024.
Fez sua estreia pelo clube argentino em 14 de julho, no empate de 1 a 1 com o Argentinos Juniors no jogo de ida das oitavas da Libertadores e deu uma assistência para Matías Suárez fazer o gol do clube platino na partida. Em 21 de julho, fez os 2 gols do River Plate na vitória de 2 a 0 sobre o Argentino Juniors, no jogo de volta das oitavas da Libertadores, ajudando o clube a avançar de fase. Em seu jogo seguinte fez mais um gol, o 1° da goleada de 4 a 0 sobre o Unión de Santa Fé, na 2a rodada do Campeonato Argentina.
Na vitória do clássico com o Boca Juniors em 3 de outubro pela 14.ª rodada do Campeonato Argentino, Romero lesionou-se e deixou o campo. Ficou algumas partidas sem atuar, retornando apenas em 21 de novembro e atuando pela meia direita, após 5 minutos em campo, Romero fez o 2.º gol do River na vitória de 2–0 sobre o Talleres. Se sagrou campeão do Campeonato Argentino com o River ao bater o Racing por 4–0 na 22ª rodada, tendo feito dois gols na partida. Romero foi importante na conquista do título, tendo feito 10 gols ao longo do torneio.

### Internacional
Em 29 de julho de 2022, foi anunciado como novo reforço do Internacional. O Colorado pagou 1 milhão de dólares (aproximadamente R$ 5,2 milhões) por 50% dos direitos econômicos do argentino e Romero assinou contrato com o colorado até dezembro de 2024.
Fez sua estreia pelo Internacional em 31 de julho, entrando nos últimos 15 minutos da vitória por 3–0 sobre o Atlético Mineiro na 20ª rodada do Campeonato Brasileiro. Seu primeiro gol só sairia em 16 de outubro, ao fazer o único gol do colorado na vitória por 1–0 sobre o Botafogo na 32ª rodada do Brasileirão.

## Vida pessoal

### Drama pessoal
En 2012, quando estava no Acassuso, foi diagnosticado com Artrite Reumatoide, o que iria impedir Braian de seguir com sua vida de jogador de futebol e em ter uma vida normal, já que essa doença afeta os tecidos do corpo.
| “                                                   | Tomava três comprimidos por dia e um corticóide por semana. Mas nada funcionava e o Reumatologista me recomendou para deixar de jogar futebol, que já era. Me diziam inclusive que podia ter dificuldades para caminhar no futuro. Foi um golpe duríssimo. Eu estava jogando bem no Acassuso e estava no time da temporada da B Metropolitana | ” |
| — Braian Romero, em entrevista ao jornal La Nacion. | |   |

Foram um ano e dois meses lutando contra a doença. Braian começou a ficar desesperado em parar de fazer o que mais amava: jogar futebol. O presidente de seu primeiro clube, Acassuso, até cedeu um espaço no clube para o mesmo se cuidar.
| “                                          | Em um momento, quando eu não sentia mais alívio, minha cabeça estava fervendo. Minha avó insistiu para mim ir na igreja. Honestamente, eu acreditava em Deus, mas só lá em cima. Sempre com respeito, mas não dava muita importância. Então um dia fui e me encontrei com um pastor. Ele me ajudou muito, ele me falou sobre cura. Perguntei coisas a ele, ele leu, me interessei. Um dia ouvi algo muito bom: ele estava falando sobre fé. Então comecei a ficar cada vez mais perto. E sem nenhuma sugestão, nem do pastor, nem da minha avó, nem de ninguém, parei de tomar os comprimidos. Foi absolutamente minha decisão. Na época meus estudos e meu corpo começaram a melhorar. | ” |
| — Braian Romero, em entrevista a La Nacion | |   |

Se recuperando da doença, saiu do Acassuso, que estava na terceira divisão e foi para Cólon da primeira divisão. Mas seu destaque veio no Argentina Juniors, com 22 gols em 68 jogos, além de ajudar no retorno do clube para primeira divisão depois da queda para a segunda no ano anterior, fato que despertou o interesse doIndependiente. Não conseguiu demonstrar seu melhor futebol no clube de Avellaneda, marcando somente 5 gols em 29 jogos. Emprestado ao Athletico Paranaense, foi discreto, mas ganhou com 2 títulos, sendo no ano seguinte emprestado ao Defensa y Justicia em 2020, onde viveu a melhor fase de sua carreira: sendo decisivo, campeão e artilheiro da Sulamericana. Além disso, conseguiu um recorde: fez 3 gols em um primeiro tempo de uma competição da Conmebol, feitos só atingidos por Pelé (1963) e Palhinha (1996).

## Estatísticas
Atualizadas até 17 de outubro de 2022.[carece de fontes?]

### Clubes
| Equipe               | Temporada         | Campeonato nacional | Campeonato nacional | Campeonato nacional | Copa nacional[a] | Copa nacional[a] | Copa nacional[a] | Competições continentais[b] | Competições continentais[b] | Competições continentais[b] | Outros torneios[c] | Outros torneios[c] | Outros torneios[c] | Total | Total | Total   |
| Equipe               | Temporada         | Jogos               | Gols                | Assist.             | Jogos            | Gols             | Assist.          | Jogos                       | Gols                        | Assist.                     | Jogos              | Gols               | Assist.            | Jogos | Gols  | Assist. |
| -------------------- | ----------------- | ------------------- | ------------------- | ------------------- | ---------------- | ---------------- | ---------------- | --------------------------- | --------------------------- | --------------------------- | ------------------ | ------------------ | ------------------ | ----- | ----- | ------- |
| Acassuso             | 2011–12           | 32                  | 4                   | 0                   | —                | —                | —                | —                           | —                           | —                           | —                  | —                  | —                  | 32    | 4     | 0       |
| Acassuso             | 2012–13           | 11                  | 1                   | 0                   | —                | —                | —                | —                           | —                           | —                           | —                  | —                  | —                  | 11    | 1     | 0       |
| Acassuso             | 2013–14           | 35                  | 4                   | 0                   | —                | —                | —                | —                           | —                           | —                           | —                  | —                  | —                  | 35    | 4     | 0       |
| Acassuso             | Total             | 78                  | 9                   | 0                   | 0                | 0                | 0                | 0                           | 0                           | 0                           | 0                  | 0                  | 0                  | 78    | 9     | 0       |
| Colón                | 2014–15           | 20                  | 5                   | 1                   | —                | —                | —                | —                           | —                           | —                           | —                  | —                  | —                  | 20    | 5     | 1       |
| Colón                | Total             | 20                  | 5                   | 1                   | 0                | 0                | 0                | 0                           | 0                           | 0                           | 0                  | 0                  | 0                  | 20    | 5     | 1       |
| Argentino Juniors    | 2015–16           | 11                  | 1                   | 1                   | —                | —                | —                | —                           | —                           | —                           | —                  | —                  | —                  | 11    | 1     | 1       |
| Argentino Juniors    | 2016–17           | 42                  | 15                  | 0                   | —                | —                | —                | —                           | —                           | —                           | —                  | —                  | —                  | 42    | 15    | 0       |
| Argentino Juniors    | 2017–18           | 13                  | 5                   | 2                   | —                | —                | —                | —                           | —                           | —                           | —                  | —                  | —                  | 13    | 5     | 2       |
| Argentino Juniors    | Total             | 66                  | 21                  | 3                   | 0                | 0                | 0                | 0                           | 0                           | 0                           | 0                  | 0                  | 0                  | 66    | 21    | 3       |
| Independiente        | 2017–18           | 7                   | 1                   | 0                   | 4                | 0                | 1                | —                           | —                           | —                           | —                  | —                  | —                  | 11    | 1     | 1       |
| Independiente        | 2018–19           | 12                  | 3                   | 3                   | —                | —                | —                | —                           | —                           | —                           | —                  | —                  | —                  | 12    | 3     | 3       |
| Independiente        | 2019–20           | 5                   | 1                   | 0                   | 1                | 0                | 0                | —                           | —                           | —                           | —                  | —                  | —                  | 6     | 1     | 0       |
| Independiente        | Total             | 24                  | 5                   | 3                   | 5                | 0                | 1                | 0                           | 0                           | 0                           | 0                  | 0                  | 0                  | 29    | 5     | 4       |
| Athlético Paranaense | 2019              | 16                  | 2                   | 1                   | —                | —                | —                | 4                           | 0                           | 0                           | 2                  | 1                  | 0                  | 22    | 3     | 1       |
| Athlético Paranaense | Total             | 16                  | 2                   | 1                   | 0                | 0                | 0                | 4                           | 0                           | 0                           | 2                  | 1                  | 0                  | 22    | 3     | 1       |
| Defesa y Justicia    | 2020              | 6                   | 1                   | 0                   | 1                | 0                | 0                | 13                          | 13                          | 2                           | —                  | —                  | —                  | 20    | 14    | 2       |
| Defesa y Justicia    | 2021              | 8                   | 2                   | 0                   | 0                | 0                | 0                | 3                           | 3                           | 0                           | 2                  | 2                  | 0                  | 13    | 7     | 0       |
| Defesa y Justicia    | Total             | 14                  | 3                   | 0                   | 1                | 0                | 0                | 16                          | 16                          | 2                           | 2                  | 2                  | 0                  | 33    | 21    | 2       |
| River Plate          | 2021              | 21                  | 10                  | 2                   | —                | —                | —                | 4                           | 2                           | 1                           | —                  | —                  | —                  | 25    | 12    | 3       |
| River Plate          | 2022              | 7                   | 2                   | 0                   | 14               | 1                | 0                | 5                           | 0                           | 0                           | —                  | —                  | —                  | 26    | 3     | 0       |
| River Plate          | Total             | 28                  | 12                  | 2                   | 14               | 1                | 0                | 9                           | 2                           | 1                           | 0                  | 0                  | 0                  | 51    | 15    | 3       |
| Internacional        | 2022              | 11                  | 1                   | 0                   | —                | —                | —                | 1                           | 0                           | 0                           | —                  | —                  | —                  | 12    | 1     | 0       |
| Internacional        | Total             | 11                  | 1                   | 0                   | 0                | 0                | 0                | 1                           | 0                           | 0                           | 0                  | 0                  | 0                  | 12    | 1     | 0       |
| Total na carreira    | Total na carreira | 273                 | 58                  | 10                  | 20               | 1                | 1                | 30                          | 18                          | 3                           | 4                  | 3                  | 0                  | 312   | 80    | 14      |

- a ^. Jogos da Copa Argentina e Copa da Superliga Argentina
- b ^. Jogos da Copa Libertadores da América e Copa Sul-americana
- c ^. Jogos da J.League YBC Levain Cup/CONMEBOL Sudamericana Final e Recopa Sul-Americana

## Títulos

### Argentinos Juniors
- Primera B Nacional: 2016-17

### Independiente
- J.League YBC Levain Cup/CONMEBOL Sudamericana: 2018

### Athletico Paranaense
- J.League YBC Levain Cup/CONMEBOL Sudamericana: 2019
- Copa do Brasil: 2019

### Defensa y Justicia
- Copa Sul-Americana: 2020
- Recopa Sul-Americana: 2021

### River Plate
- Campeonato Argentino: 2021
- Trofeo de Campeones: 2021

### Vélez Sarsfield
- Campeonato Argentino: 2024

### Prêmios individuais
- Seleção da Copa Sul-Americana: 2020

### Artilharias
- J.League YBC Levain Cup/CONMEBOL Sudamericana Final de 2019: 1 gol
- Copa Sul-Americana de 2020 : 10 gols
- Recopa Sul-Americana de 2021: 2 gols